# Louis Bacon (Musiker)
Louis Bacon (* 1. November 1904 in Louisville, Kentucky; † 8. Dezember 1967 in New York City) war ein US-amerikanischer Jazz-Trompeter und Sänger des Swing.

## Leben und Wirken
Bacon wuchs in Chicago auf begann im Alter von 22 Jahren als Profimusiker zu arbeiten, zunächst in einer Combo von Zinky Cohn. 1928 ging Bacon nach New York City, spielte bei Bingie Madison, einem Trompeter der Band von James Tim Brymn; nach einer Episode bei Brymn arbeitete er 1929/1930 in der Band von Chick Webb. 1930 wirkte er auch an Aufnahmen von Bessie Smith mit. In den 1930er Jahren spielte er auch mit dem Duke Ellington Orchestra, erstmals im Dezember 1933 (Dear Old Southland und Daybreak Express), später mit Musikern aus dem Ellington-Umfeld wie bei Rex Stewart and his 52nd Street Stompers 1939 (The Duke's Men). Als Sänger ist Bacon auch in Ellingtons „Rude Interlude“ zu hören.
Von 1935 bis 1938 spielte er bei Louis Armstrong. Nach einer Tuberkulose-Erkrankung musste Bacon eine Weile pausieren, kehrte aber 1939 auf die Bühne zurück, als er mit Benny Carters Bigband im Savoy Ballroom auftrat.
Ende dieses Jahres ging Louis Bacon nach Europa, wo er mit Willie Lewis’ Orchester vor allem in Frankreich und der Schweiz auftrat; in Paris entstanden Aufnahmen unter eigenem Namen für das Label Swing, u. a. auch mit dem Freddy Johnson Orchestra. 1941 spielte er dort mit Ernst Höllerhagen im Tanzorchester „The Original Teddies“. Nach seiner Rückkehr in die Vereinigten Staaten arbeitete Bacon bei Cootie Williams, einem Kollegen aus der Ellington Band. Bacon erkrankte immer wieder; 1944 jedoch trat er mit dem Saxophonisten Garvin Bushell auf. Nach Ende des Zweiten Weltkriegs spielte er bei  U.S.O.-Tourneen in Asien als Mitglied des Jessie Stone Orchestra. In den 1950er Jahren zwangen ihn gesundheitliche Gründe, das Trompetenspiel weitgehend aufzugeben,  er trat aber von Zeit zu Zeit  in New Yorker Clubs, wie dem Jimmy Ryan's auf, konzentrierte sich aber mehr auf den Gesang. In den 1960er Jahren arbeitete Bacon dann öfter als Krankenwagenfahrer.